# 室井克義
室井 克義（むろい かつよし、 1951年4月23日 - ）は、日本の北イタリア料理シェフ。東京都出身。

## 略歴
1971年、高校卒業後すぐに山形県酒田市の『ル・ポット・フー』で働いたのを皮切りに修業を積み、1977年、1979年とイタリアに渡ってホテル・クラリッジなどで腕を磨いた。帰国後、『ビザビ』のシェフ、ホテル西洋銀座『リストランテ・アトーレ』の料理長を17年間務め、2003年、満を持して『エム・ディ・ピュー』を銀座にオープンした。2007年4月には自身2軒目となる『ラ・ロッジア』を汐留のイタリア街にオープンさせた。
2010年5月文京区本駒込2丁目の本郷通り沿いに『リセット』をオープンさせた(営業は2016年11月まで)。

## 人物
- 1986年、日本で初めてのホテルのイタリアン・ダイニングであるホテル西洋銀座『リストランテ・アトーレ』の初代料理長となった。
- 1988年、「日本イタリア料理協会」を立ち上げ、事務局長に就任した。
- 1989年、高円宮邸でイタリア料理を振る舞い、皇族邸でイタリア料理を作った最初のシェフとなった。
- 1991年、ピエモンテ州・アスティに、外国人のための料理学校「ICIF」を開校した。
- 1996年、イタリアで毎年行われている米を使った料理の世界大会で、日本人として初めてグランプリを獲得した。
- 日本人でソムリエ試験を受験した最初のシェフである。
- 日本に、ティラ・ミ・スやバーニャ・カウダを紹介した人物である。

## 著書
- 「四季の食卓-料理・ワイン賛歌」（鎌倉書房、1989、ISBN 4308004438）
- 「地中海式ダイエット-ヴィーナスの食卓」（TBSブリタニカ、1990、ISBN 4484902125）
- 「イタリアン・アウトドア・クッキング-プロの技に遊ぶ」（柴田書店、1996、ISBN 4388057819）
- 「プロが教える新・おかず」（柴田書店、1998、ISBN 4388058254）